# Pavillon de Paris
Le Pavillon de Paris est une ancienne grande salle de concert aujourd'hui disparue du 19e arrondissement de Paris, installée près du métro de la Porte de Pantin sur le site des anciens abattoirs de la Villette. 
Avec une capacité d'environ 10 000 spectateurs, il s'agit durant ses années d'exploitation de 1975 à 1980 de la plus grande salle de concert parisienne. À ce titre, elle devient célèbre en accueillant les artistes rock majeurs des années 1970.

## Histoire
Le Pavillon de Paris est créé à l'initiative de l'organisateur de spectacles KCP (Koski-Cauchoix Productions) face à la difficulté de produire des concerts de rock dans les salles parisiennes existantes : le Palais des Sports est limité à 5 000 places, les salles de music-hall et le Parc des Princes n'ouvrent pas encore leurs portes aux concerts de rock, le Zénith et le Palais Omnisports de Paris-Bercy ne seront construits que la décennie suivante.

La salle est aménagée dans l'ancienne Halle aux Veaux du marché aux bestiaux de La Villette qui a cessé de fonctionner l'année précédente, en 1974. Ce vaste bâtiment, datant de 1867 tout comme la grande halle voisine, est débarrassé des équipements servant à la stabulation des porcs et des veaux et peut accueillir 10 000 spectateurs. Cette jauge permet la réception des grandes stars du rock, malgré l'absence de confort. Assistant à un concert de David Bowie en mai 1976, Claude Fléouter écrit dans Le Monde : 
« Les conditions d'écoute se sont certes améliorées au Pavillon de Paris, mais il est toujours aussi détestable de voir un spectacle se dérouler sous ce hangar, et, si l'on comprend qu'il n'y a pas dans la capitale de lieu susceptible de rivaliser avec les immenses salles de Londres, de Berlin, de Hambourg ou des États-Unis, il n'en est pas moins scandaleux que des concerts puissent continuer à s'organiser régulièrement dans cet endroit. Dès lors, comment apprécier pleinement la venue en France de David Bowie et les prochains shows des Rolling Stones ? »
Beaucoup de groupes de rock et de stars françaises ou internationales se succèdent dans la halle, comme AC/DC, Pink Floyd (quatre concerts en février 1977 en support à l'album Animals), Status Quo, Bob Marley. David Bowie y chante en 1976 pour la tournée Station to Station et en 1978 pour la tournée Stage. Queen s'y produit pour la tournée Jazz en 1979. The Rolling Stones, Frank Zappa, Aretha Franklin, Neil Young, Earth, Wind & Fire, Bob Seger s'y produisent. Supertramp y donne quatre concerts en automne 1979 en support à leur disque Breakfast in America qui donneront lieu à l'album live Paris.
Du 18 octobre au 25 novembre 1979, Johnny Hallyday y présente le spectacle L'Ange aux yeux de laser. Pour sa mise en œuvre, la production du spectacle a plusieurs mois auparavant entièrement rénové le Pavillon de Paris : raccordement électrique (une électricité qu'il faut aller chercher à Pantin de l'autre côté du périphérique - un tunnel est creusé sous la rocade extérieure pour acheminer les câbles. Ces travaux permettront d'alimenter la Grande halle de la Villette, La Géode, la Cité des Sciences et le futur Zénith) ; 6 500 fauteuils sont installés, 10 000 mètres carrés de moquette sont posés, on casse des rampes, monte des gradins, on isole le toit avec des bâches, afin de mettre le spectateur à l'abri des caprices du ciel.
Freddy Hausser a tourné le film Les Stones aux abattoirs à cet endroit.
Le lieu accueille également des conventions ou des meetings politiques. La salle est évoquée par le public ou dans la presse  par les expressions "porte de Pantin" en raison de la proximité de cette station de métro, ou "aux abattoirs", bien que la halle ait abrité le marché aux bestiaux et non les abattoirs eux-mêmes du temps des abattoirs de La Villette.
Le Pavillon de Paris ferme définitivement ses portes au cours de l'été 1980, puis est démoli en septembre 1980. C'est en 1983 que le Zénith de Paris est construit pour le remplacer, à l'initiative du ministre de la Culture Jack Lang, par les architectes Philippe Chaix et Jean-Paul Morel.

## Liste des concerts (1975-80)
- 1975 : Alice Cooper (16/9), Poco + America (27/9), Santana + Earth Wind & Fire (13/10), Blue Oyster Cult (3/11)
- 1976 : Ange (20/2), The Who (1-2/3), Return To Forever (7/3), Neil Young & Crazy Horse (23/3), Paul McCartney & Wings (26/3), Fats Domino (27/3), Jethro Tull (3/5), David Crosby & Graham Nash (13/5), Au Bonheur Des Dames + Catherine Ribeiro & Alpes (15/5), David Bowie (17-19/5), Rick Wakeman (1/6), The Rolling Stones (4-7/6), Genesis (23-24/6), Kraftwerk (30/9), Alex Harvey Band (2/10), Gentle Giant + Banco del Mutuo Soccorso (5/10), Marvin Gaye (11/10), Rainbow (13/10), Robin Trower (18/10), Patti Smith & John Cale (19/10), Status Quo (23/10), Poco (30/10), Aerosmith (1/11), Larry Coryell (3/11), Doctor Feelgood (6/11), Peter Frampton (8/11), Marshall-Tucker Band (22/11), Rod Stewart (23/11), Flamin' Groovies (2/12), Santana + Journey (6-7/12), Wishbone Ash (17/12)
- 1977 : Todd Rundgren (18/1), Procol Harum (28/1), Status Quo (31/1), Frank Zappa (2-3/2), Hall & Oates (10/2), Pink Floyd (22-25/2), Bryan Ferry (4/3), Ian Paice, Ashton & Jon Lord (20/3), Ted Nugent + Streetwalkers (21/3), Fats Domino (27/3), Jack Bruce (1/4), Black Sabbath (5/4), Lou Reed (13-14/4), Fleetwood Mac (18/4), Eddie & The Hot Rods (24/4), Tom Waits (28/4), Roger McGuinn (7/5), Klaus Schulze (8/5), Bob Marley & The Wailers (10/5), Chuck Berry (11/5), John Mayall (16/5), Jean-Luc Ponty & Larry Coryell (26/5), Tom Petty + Nils Lofgren + The Kinks (1/6), Eric Clapton (14/6), Weather Report (29/9), Supertramp + Harmonium (30/9), Herbie Hancock (17/10), Donna Summer (20/10), Rainbow (27/10), Bob Seger (3/11), Joan Baez (14/11), Yes (5-6/12), 10cc (12/12), Téléphone (16/12)
- 1978 : Alan Stivell (3/2), Tina Turner (5/2), Frank Zappa (6-7 & 9/2), Kansas + Cheap Trick (23/3), Patti Smith (26/3), Hot Tuna (27/3), Uriah Heep (1/4), Return To Forever (3/4), Queen (23-24/4), Alvin Lee & Ten Years Later (26/4), Blue Oyster Cult + John Cougar Mellencamp (8/5), Santana (12/5), Electric Light Orchestra (15/5), Squeeze + Styx (22/5), David Bowie (24-25/5), Vangelis (19/6), Bob Marley & The Wailers (25-27/6), Jefferson Starship (28/6), Bob Dylan (3-6/7), Weather Report (4/10), Grateful Dead (6-7/10), Doobie Brothers (20/10), Rory Gallagher (23/10), Eric Clapton + Muddy Waters (18/11), Rod Stewart (26/11), Cerrone (1-2/12), Santana (4/12)
- 1979 : John McLaughlin, Paco de Lucía & Larry Coryell (31/1), Queen (27-28/2), Roxy Music (11/3), Earth Wind & Fire (17/3), Lou Reed (2/4), Ted Nugent (29/4), The Who (16-17/5), John Mayall (22/5), Alice Cooper (2/6), Peter Tosh (6/6), Van Halen (22/6), Herbie Hancock & Chick Corea (2/7), The Tubes + Squeeze (2/7), Jeff Beck & Stanley Clarke (3/7), Weather Report (5/7), Chic (28/9), Aswad + Iroy (29/9), Boney M (30/9), James Brown (5/10), Boston (8/10), Johnny Hallyday (18/10-25/11), Leonard Cohen (22/10), Abba (23/10), John McLaughlin, Jack Bruce, Billy Cobham & Stu Goldberg (29/10), Supertramp (29-30/11 & 1/12), AC/DC + Judas Priest (9/12)
- 1980 : Trust (12/1), Blondie (15/1), Roxy Music (2/6)

## Albums en public enregistrés au Pavillon de Paris
- The Rolling Stones - Love You Live (1977) : les titres Honky Tonk Women, Happy, Hot Stuff, Starfucker, Tumbling Dice, You Gotta Move proviennent des concerts du Pavillon de Paris du 4 au 7 juin 1976.
- Genesis - Seconds Out (1977) : un titre, Cinema Show, provient des concerts au Pavillon de Paris en juin 1976 (le reste du double album ayant été enregistré l'année suivante, toujours à Paris, mais cette fois au Palais des Sports.
- Santana - Moonflower (1977) : la quasi-totalité de la face B de ce double album provient des concerts des  6 et 7 décembre 1976.
- Bob Marley & The Wailers - Babylon By Bus : enregistré principalement (voire exclusivement malgré les crédits) au Pavillon du 25 au 27 juin 1978.
- Queen - Live Killers (1979) : quelques brefs passages (dans les titres Get Down Make Love, Love of My Life et Brighton Rock proviennent des concerts au Pavillon du 27 février au 1er mars 1979.
- Johnny Hallyday - double album Pavillon de Paris : Porte de Pantin (1979) - (également : DVD Live : Pavillon de Paris filmé au Pavillon entre le 18 et le 25 octobre 1979).
- Supertramp - Paris (1980), double album enregistré au Pavillon de Paris le 29 novembre 1979.
- AC/DC - DVD Live At Pavillon, Paris filmé le 9 décembre 1979.